# Bilagi, Sorab
Bilagi là một làng thuộc tehsil Sorab, huyện Shimoga, bang Karnataka, Ấn Độ.